# John F. Kennedybrug (Maastricht)
De John F. Kennedybrug is een verkeersbrug over de rivier de Maas in de Nederlandse stad Maastricht. De brug is vernoemd naar de in 1963 vermoorde John F. Kennedy, president van de Verenigde Staten.

## Geschiedenis
Al sinds de jaren 1950 bestond in Maastricht de wens om door de bouw van twee bruggen, een 'zuiderbrug' en een 'noorderbrug', de geplande ringweg om het centrum te voltooien. Voor de aanleg van de brug en de aansluitende Maasboulevard moest een groot deel van het Stadspark verdwijnen. Ook het karakter van de deftige Prins Bisschopsingel in het Villapark veranderde door de nieuwe inrichting en de intensieve verkeersstromen zeer. De bouw door Rijkswaterstaat kostte ongeveer 30 miljoen gulden, waarvan het Rijk 9,3 miljoen betaalde.
De brug werd op 6 mei 1968 door Prins Claus in de stromende regen geopend. De diverse verkeersvoorzieningen, zoals op- en afritten en verkeerslichten, waren door vertraging wegens het abrupte, vroegtijdige overlijden van hoofdingenieur W.P. Goedhart op dat moment nog niet klaar. Van de Maasboulevard, op de plek van het gedempte Kanaal Luik-Maastricht, was alleen het gedeelte onder de Kennedybrug (en een stukje bij de Wilhelminabrug) gereed.
Vanaf 2012 is de maximumsnelheid op de brug 50 km/h, waar deze voorheen 70 km/h was. De snelheid op de brug is teruggebracht in het kader van een initiatief om een veiliger Maastricht te creëren voor fietsers. Richting het villapark is hierbij een busbaan gecreëerd waarvoor een deel van de afscheiding tussen autorijbaan en fietspad is verwijderd.

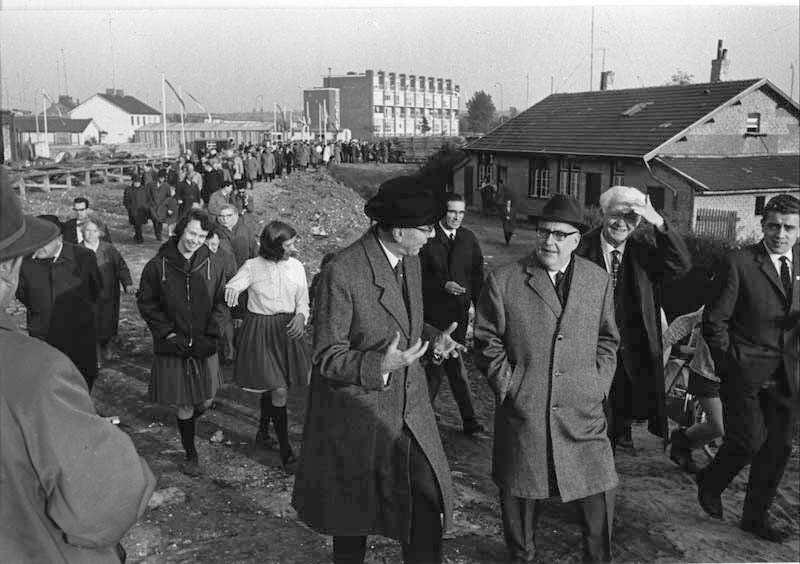
Genodigden bij officiële bouwstart, 1965
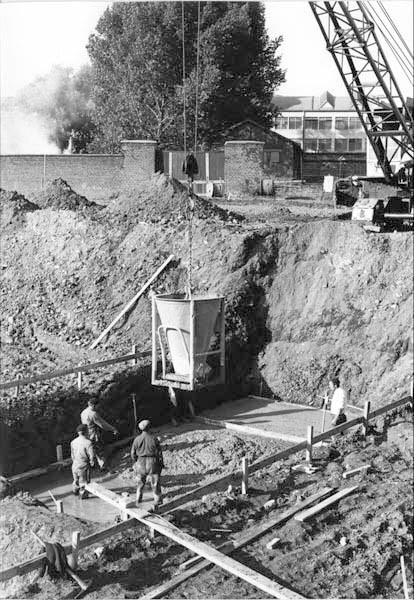
Beton storten eerste pijlers, 1965
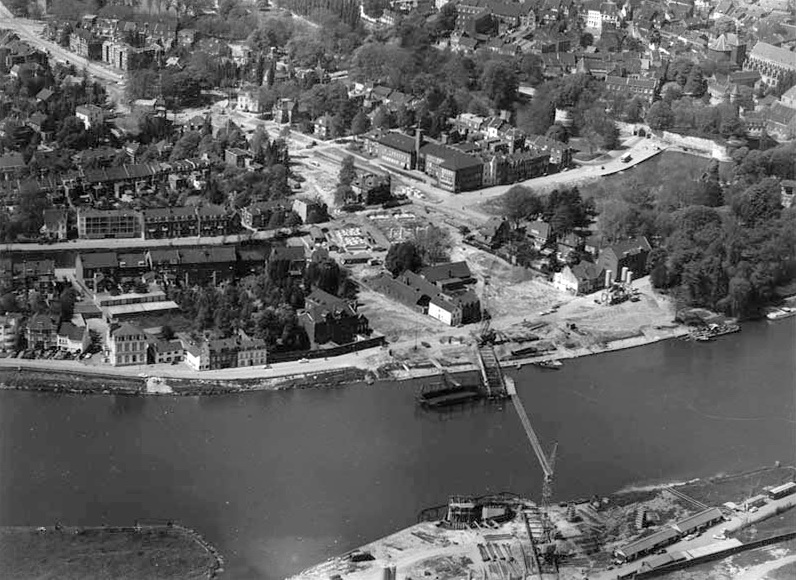
Luchtfoto richting Stadspark/Villapark, 1966
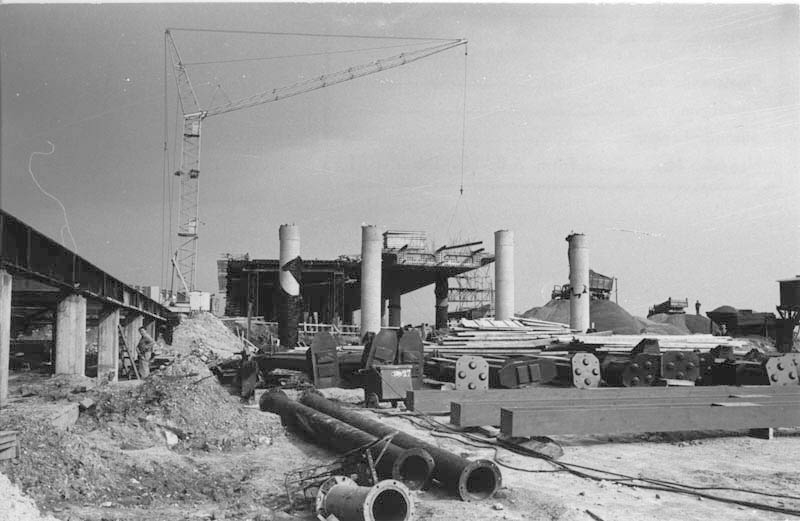
Bouw aanlanding Maaspuntweg, 1966
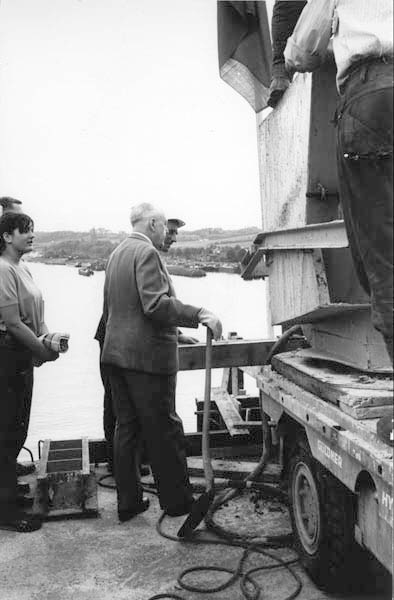
Het samenkomen van de twee brughelften, 1967
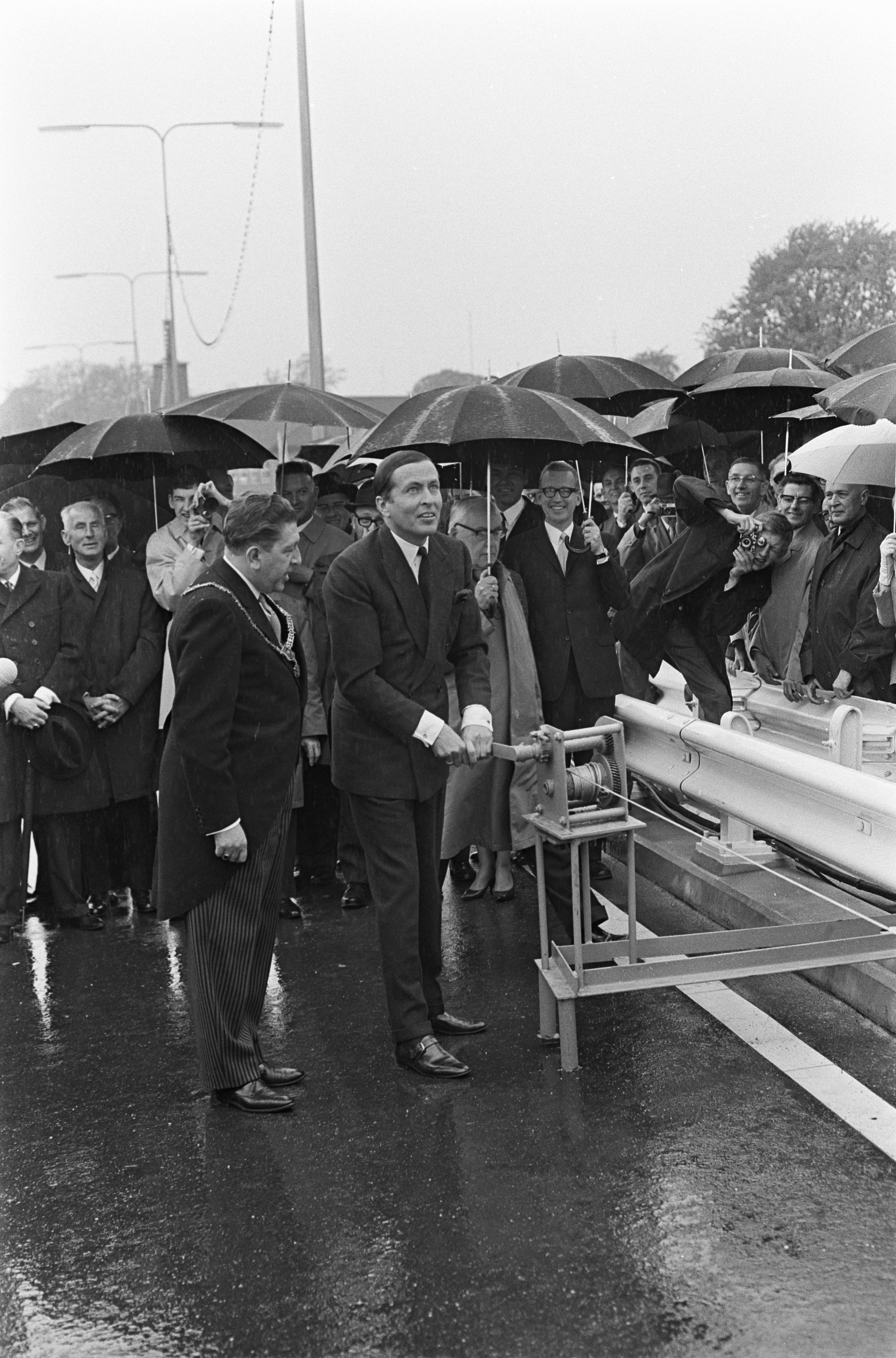
Openingsceremonie met prins Claus, 1968
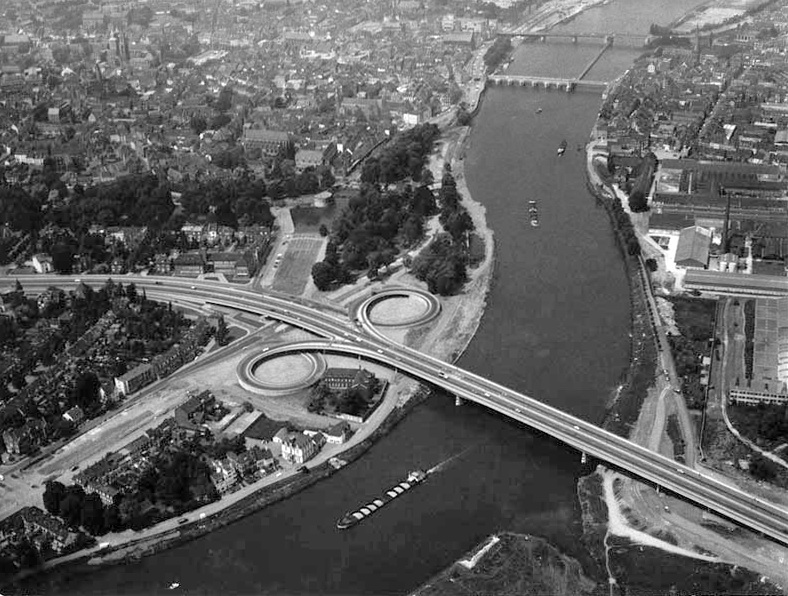
Luchtopname, gezien naar het noorden, 1969
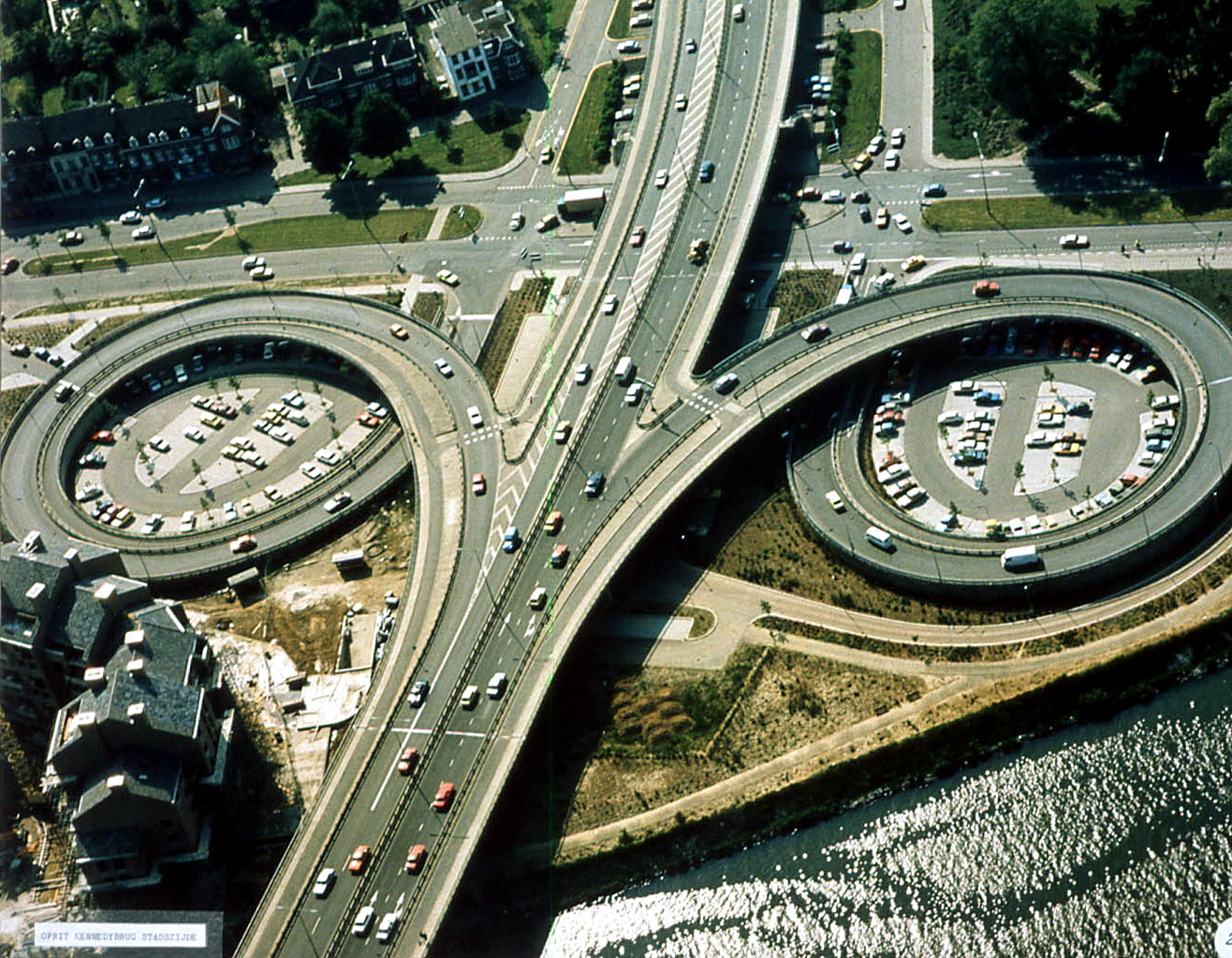
Idem, westelijke aanlanding, ca. 1970

## Beschrijving
De brug is onderdeel van de N278 en tevens van de 'Randweg-Zuid'. In beide richtingen telt de weg twee rijstroken en een vrijliggend fiets- en voetpad. De brug sluit op de westelijke Maasoever aan op de Prins Bisschopsingel en op de oostelijke oever op de John F. Kennedysingel. Op de westoever zijn er tevens directe op- en afritten naar de Maasboulevard. Deze bestaan, om het hoogteverschil te overwinnen, uit twee lussen die een 360° graden bocht beschrijven ('krullen').

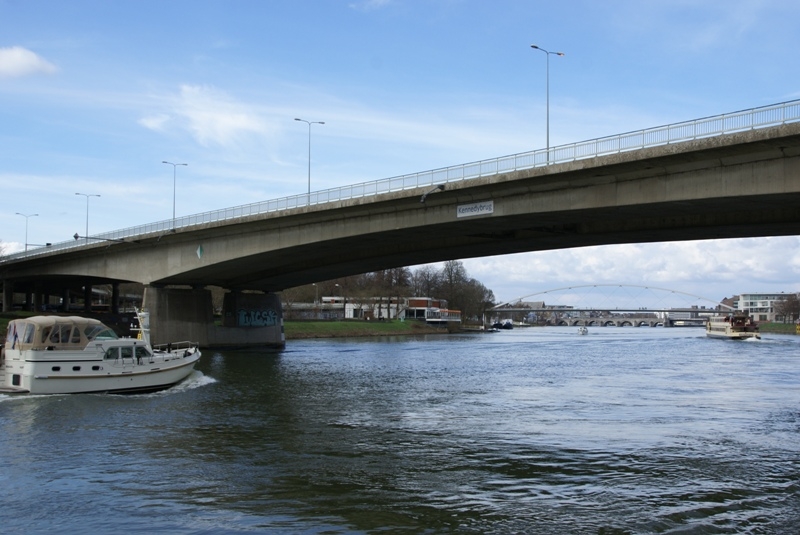
Vanaf de Maas
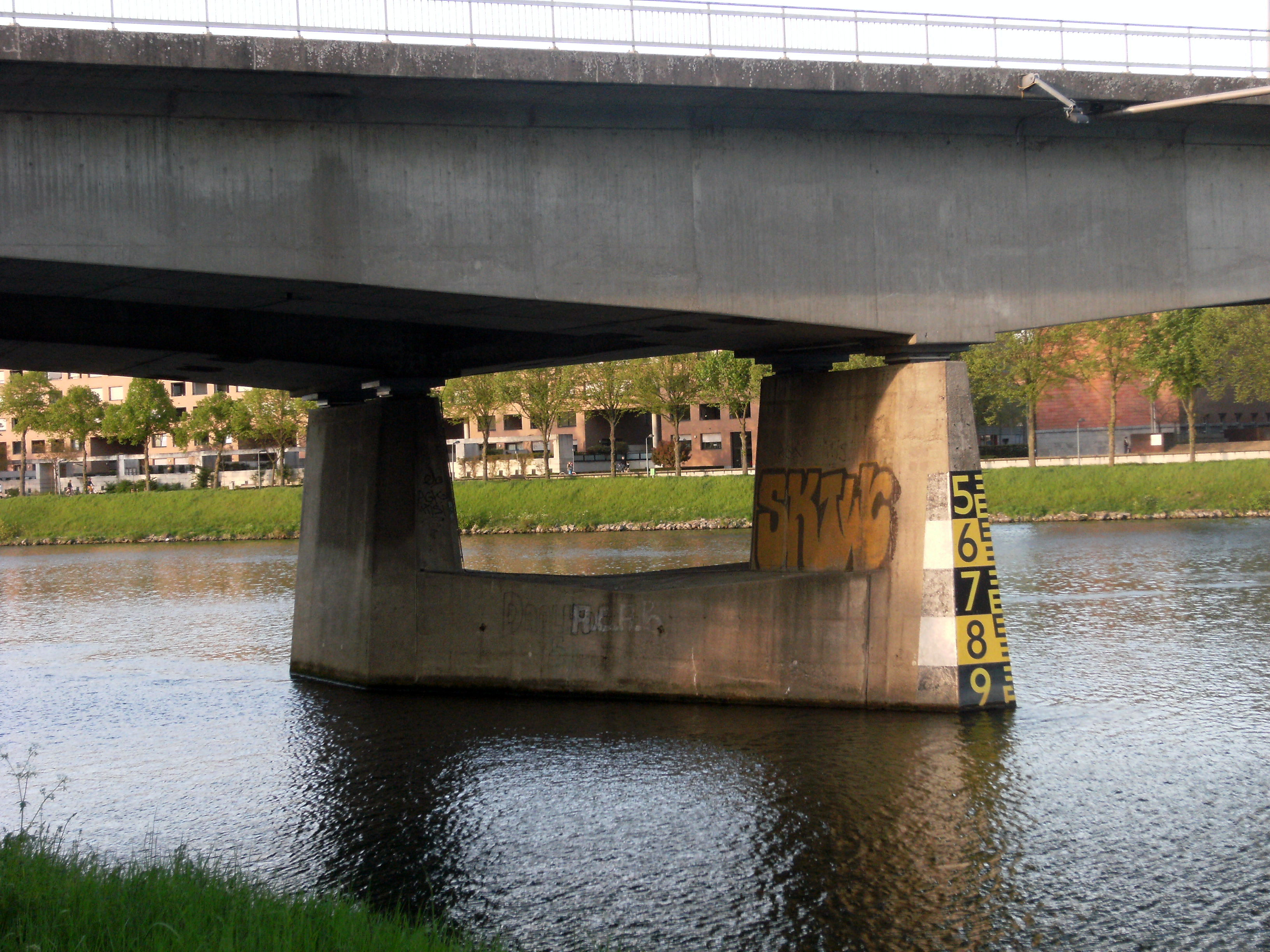
U-vormige pijler
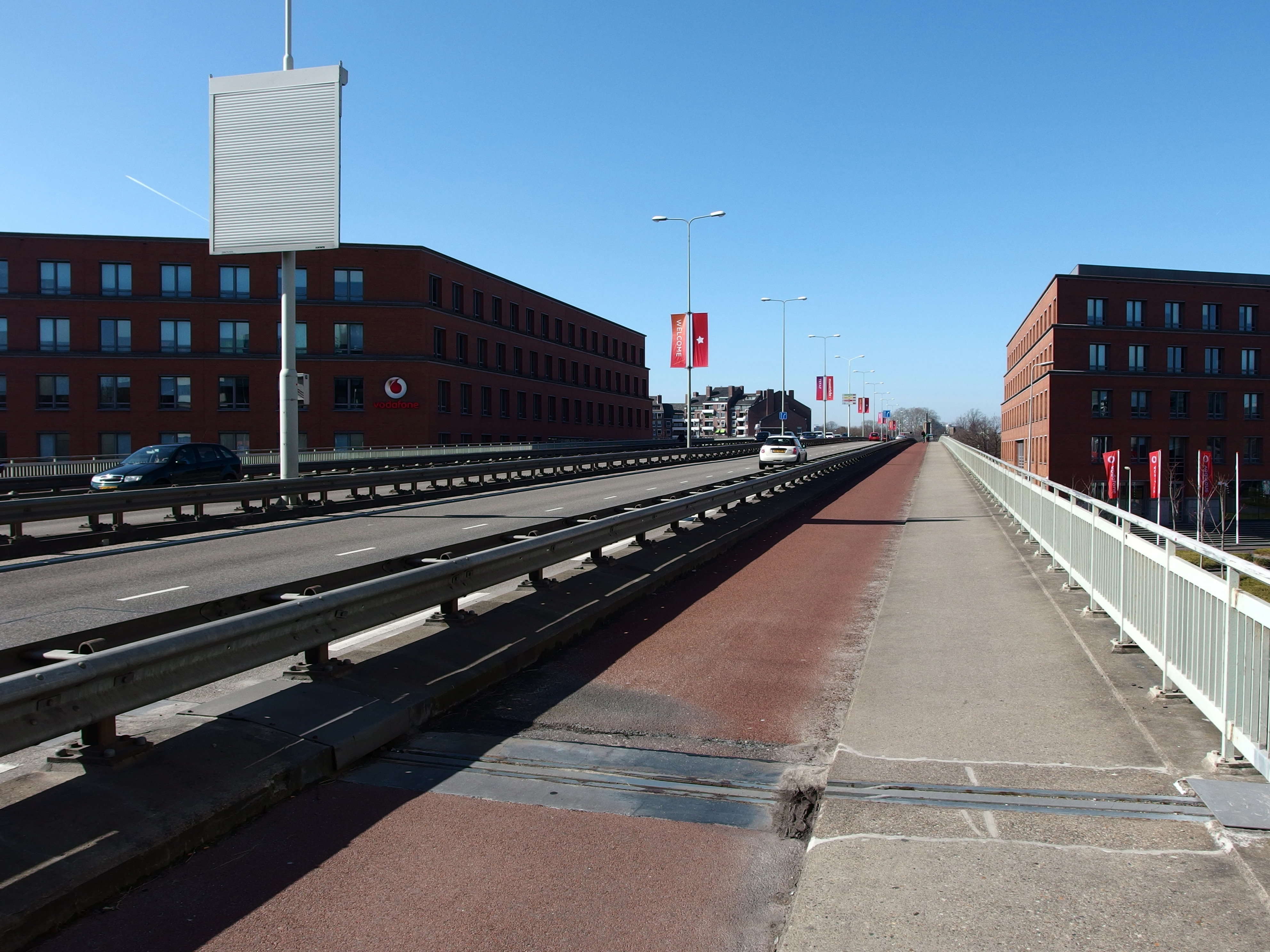
Rijbaan, fiets- en voetpad
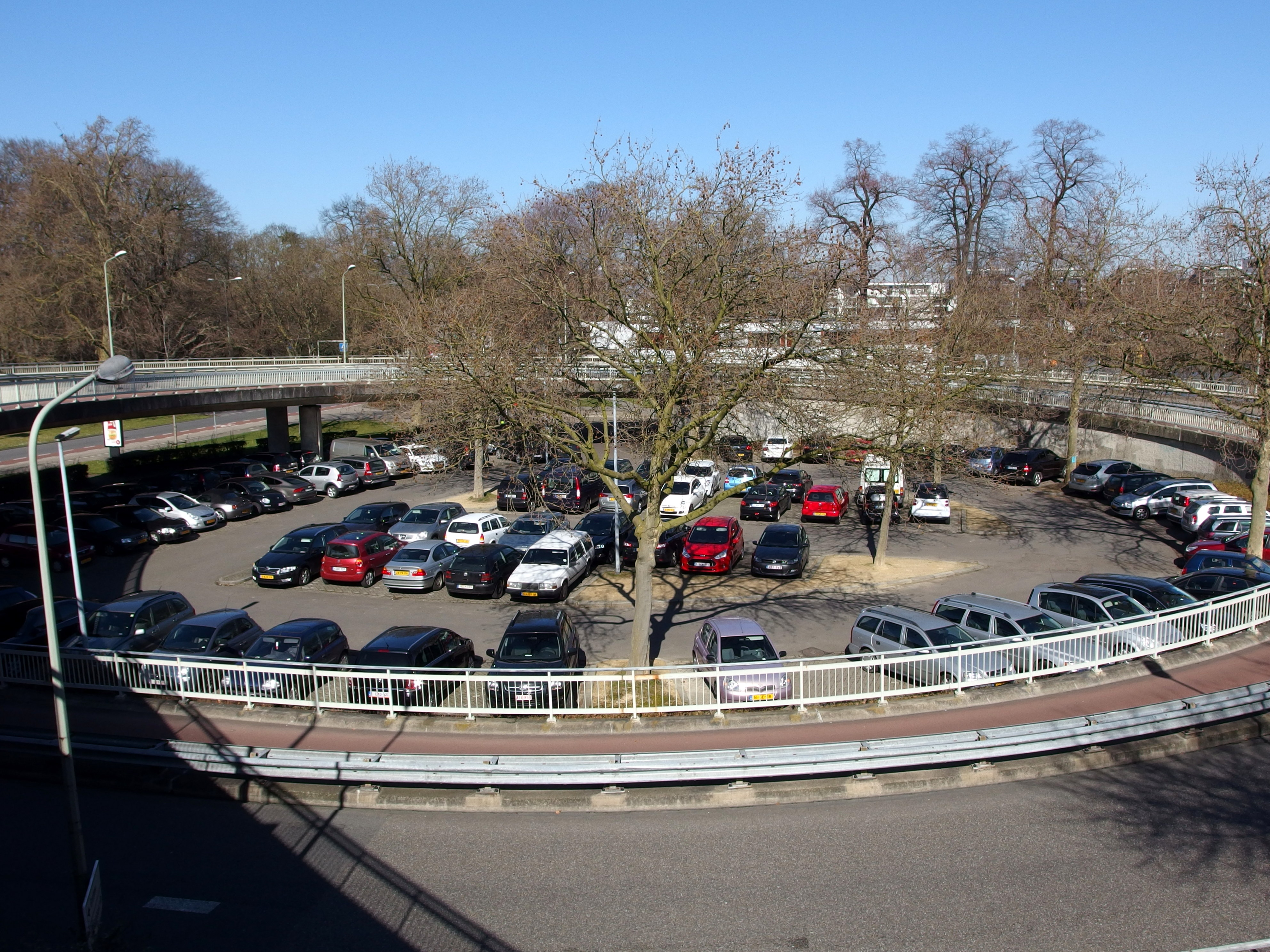
Parkeerterrein in de 'krul'